# Punaise aquatique
Nepomorpha
Infra-ordre
Synonymes
- Cryptocerata[1]
- Hydrocorisae[1]

Les punaises aquatiques (Nepomorpha) sont un infra-ordre d'insectes hémiptères du sous-ordre des hétéroptères (punaises) liés à des milieux aquatiques. Appelées aussi hydrocorises (du grec kóris, « punaise » et hydro, « eau »), ces punaises aquatiques ont un mode de vie sous la surface de l'eau qui les distingue des géocorises (du grec geo, « terre »), ancienne dénomination des punaises terrestres ou aquatiques de surface. 

## Description
Ces punaises sont les seules à être aquatiques (sauf les Ochteridae et les Gelastocoridae), c'est-à-dire à vivre sous la surface de l'eau, se distinguant ainsi des punaises dites « subaquatiques », vivant à la surface de l'eau (les Gerromorpha), comme des punaises terrestres (autres infra-ordres). Elles se reconnaissent directement à leurs antennes très courtes, réduites et pliées, le plus souvent insérées dans un sillon creusé en dessous des yeux (sauf chez les Ochteridae), et qui ne sont donc pas visibles depuis en dessus. Elles ont des yeux composés souvent grands. Pour la plupart, elles n'ont pas d'ocelles (sauf chez certains groupes). Leur rostre est en général court et fort. Les pattes antérieures sont souvent de forme ravisseuse (avec le tibia pouvant se replier sur le fémur). Elles présentent par ailleurs des formes extrêmement variables. Certains ont des organes respiratoires particuliers à l'extrémité de l'abdomen, leur permettant de respirer sous l'eau. D'autres ont des pattes médianes et postérieures transformées pour la natation avec des franges de longs poils. Plusieurs groupes ont des mécanismes stridulatoires,. 

## Répartition et habitat
Les punaises aquatiques ont une répartition cosmopolite, elles se rencontrent partout sur la planète (à l'exception de l'Antarctique), avec la plus grande diversité dans les régions tropicales. Certaines familles ont une répartition plus restreinte (Aphelocheiridae est paléotropicale (zones tropicales de l'Afrique à l'Australie), Potamocoridae est néotropicale, et Helotrephidae est tropicale).  
Elles vivent dans l'eau stagnante ou à faible courant (Belostomatidae, Nepidae, Corixidae), mais parfois également dans des courants plus forts (certains Naucoridae). Certains vivent au fond de l'eau (Aphelocheridae) ou dans la végétation lacustre (Nepidae). Des Helotrephidae ont été récoltés dans des sources chaudes, et certains Corixidae vivent dans de saumâtre l'eau salée,.  
Les familles des Gelastocoridae et des Ochteridae forment une exception au sein de l'infra-ordre en vivant sur les rives, voire plus loin à l'intérieur des terres (Nerthra ssp., parfois sous des pierres).

## Biologie
La plupart des Nepomorpha sont prédateurs. La taille des proies va de la microfaune aquatiques (Corixidae), avec de petits invertébrés tels que larves de moustiques, ostracodes etc., jusqu'à, chez les Nepoidea, de petits vertébrés (petits poissons ou amphibiens). Toutefois, les Corixidae aspirent également des particules végétales dans l'eau, notamment des algues. 
Certains groupes ont développé une sorte de « tuba » leur permettant de respirer de l'air tout en restant sous la surface (Nepidae) ou aspirent l'air par des poils modifiés en forme de canal (Belostomatidae), alors que d'autres peuvent extraire directement l'oxygène de l'eau (respiration par « plastron », Apheilocheridae, Naucoridae, etc.). Dans ces cas, les insectes possèdent un système de sécrétion antibiotique qu'ils étalent sur les poils pour éviter les infections. 
Certains groupes (Notonectidae, Pleidae, Helotrephidae) ont développé l'aptitude de nager sur le dos. 
Sur le plan de la reproduction, des femelles Belostomatidae (Belostomatinae, Horvathiniinae) ont développé la pratique, unique chez les insectes, de pondre sur le dos des mâles, qui transportent et aèrent la ponte, et la protègent contre les prédateurs. 

## Galerie

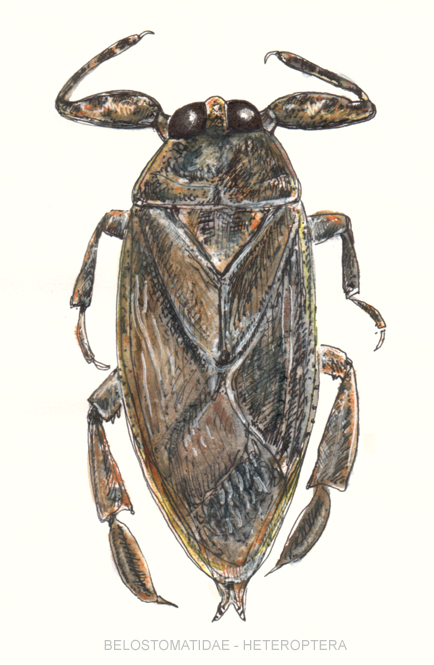
Belostomatidae, dessin
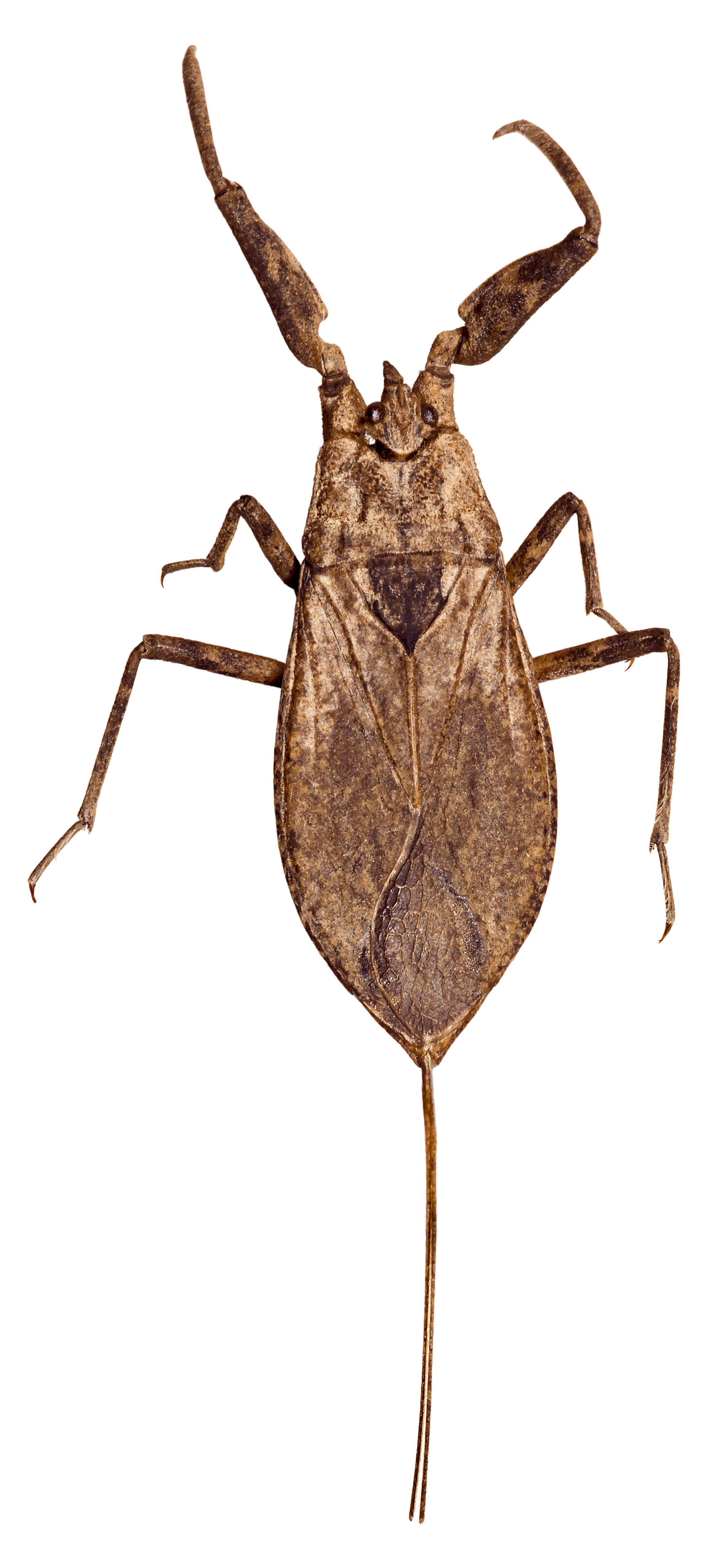
Nepidae: Nepa cinerea
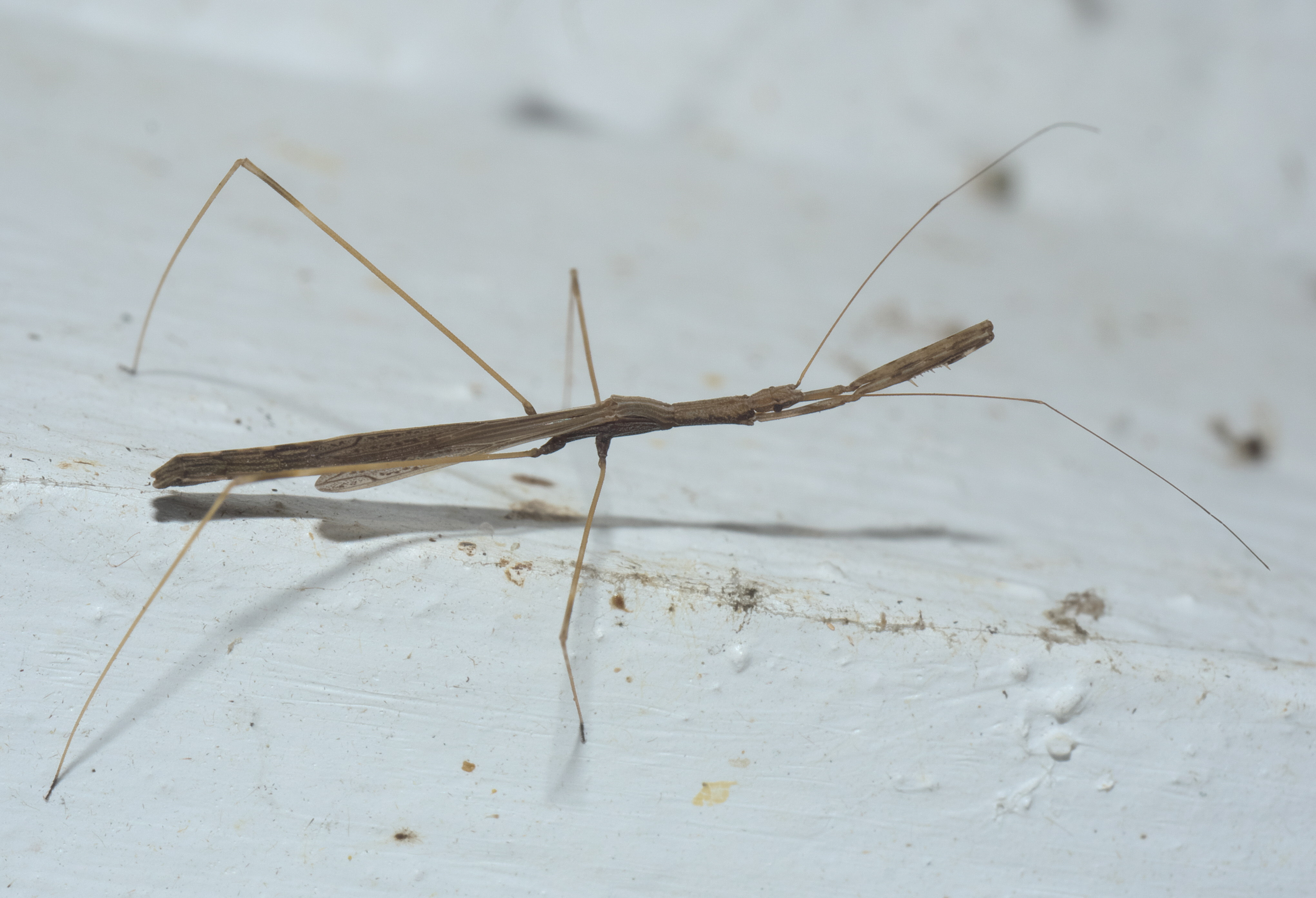
Nepidae: Ranatra linearis
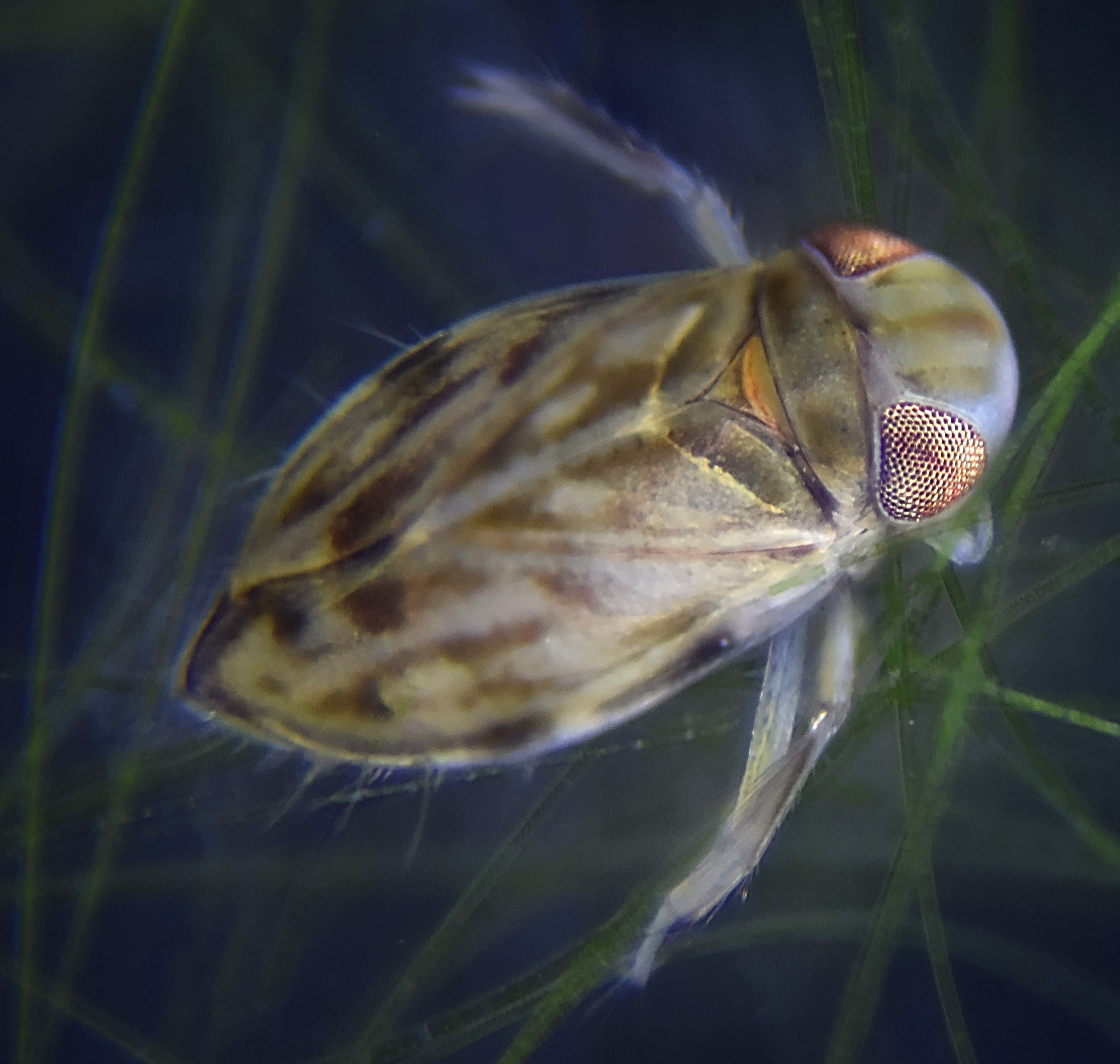
Micronectidae: Micronecta scholzi
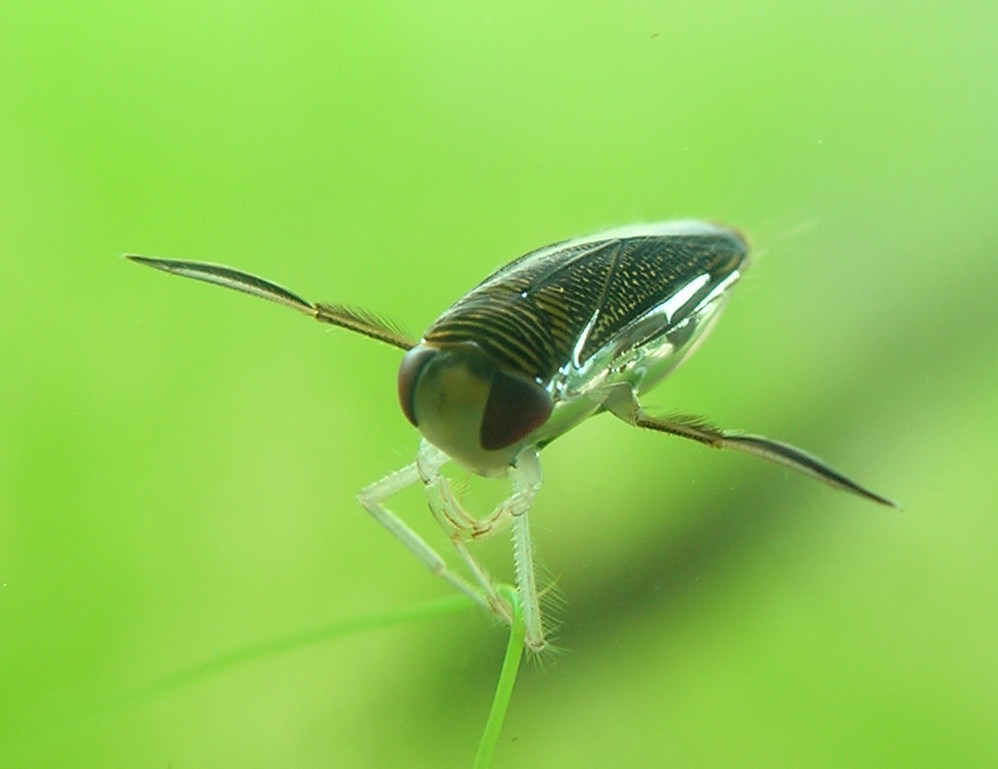
Corixidae: Corixa punctata
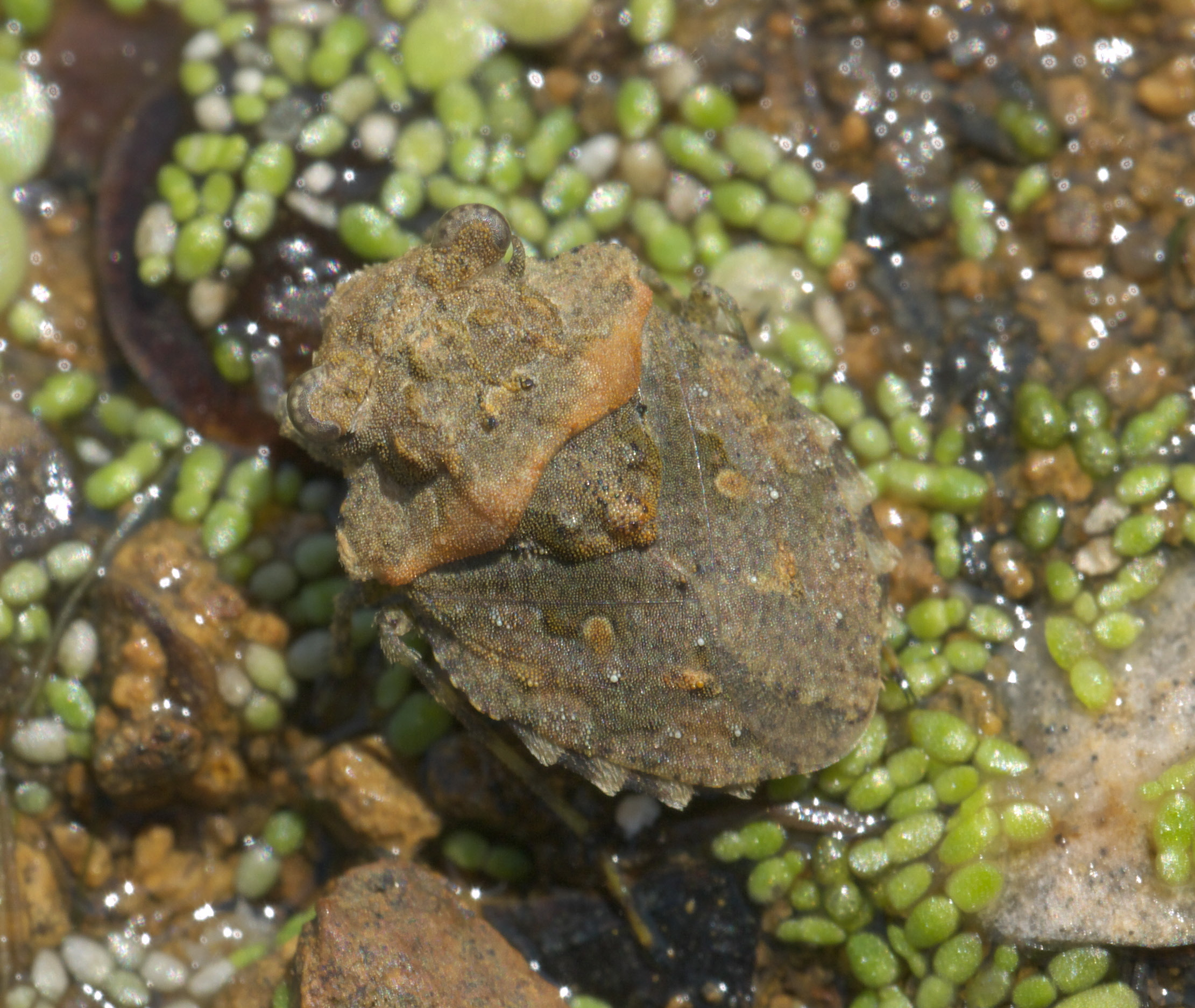
Gelastocoridae: Gelastocoris oculatus
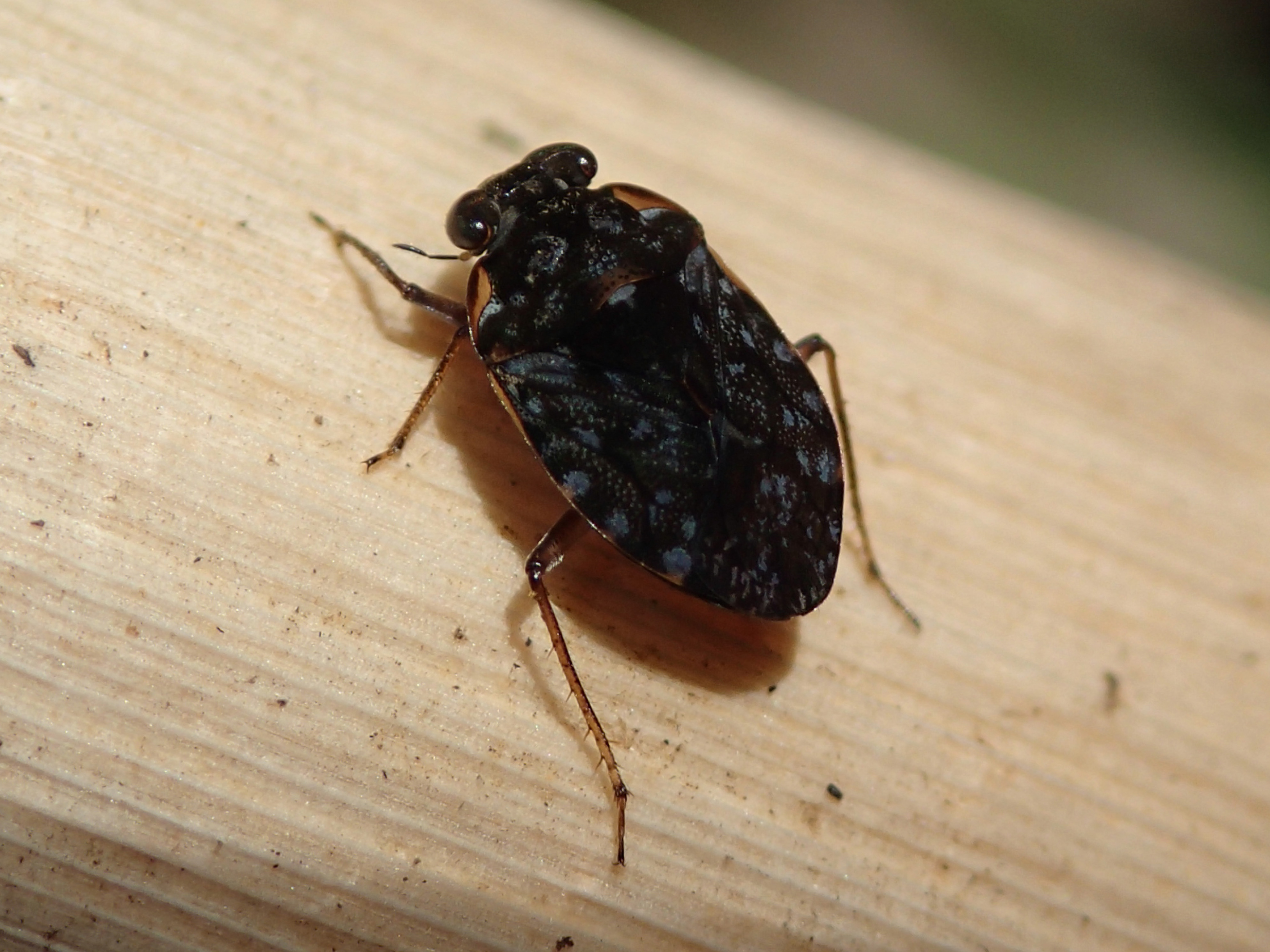
Ochteridae: Ochterus marginatus
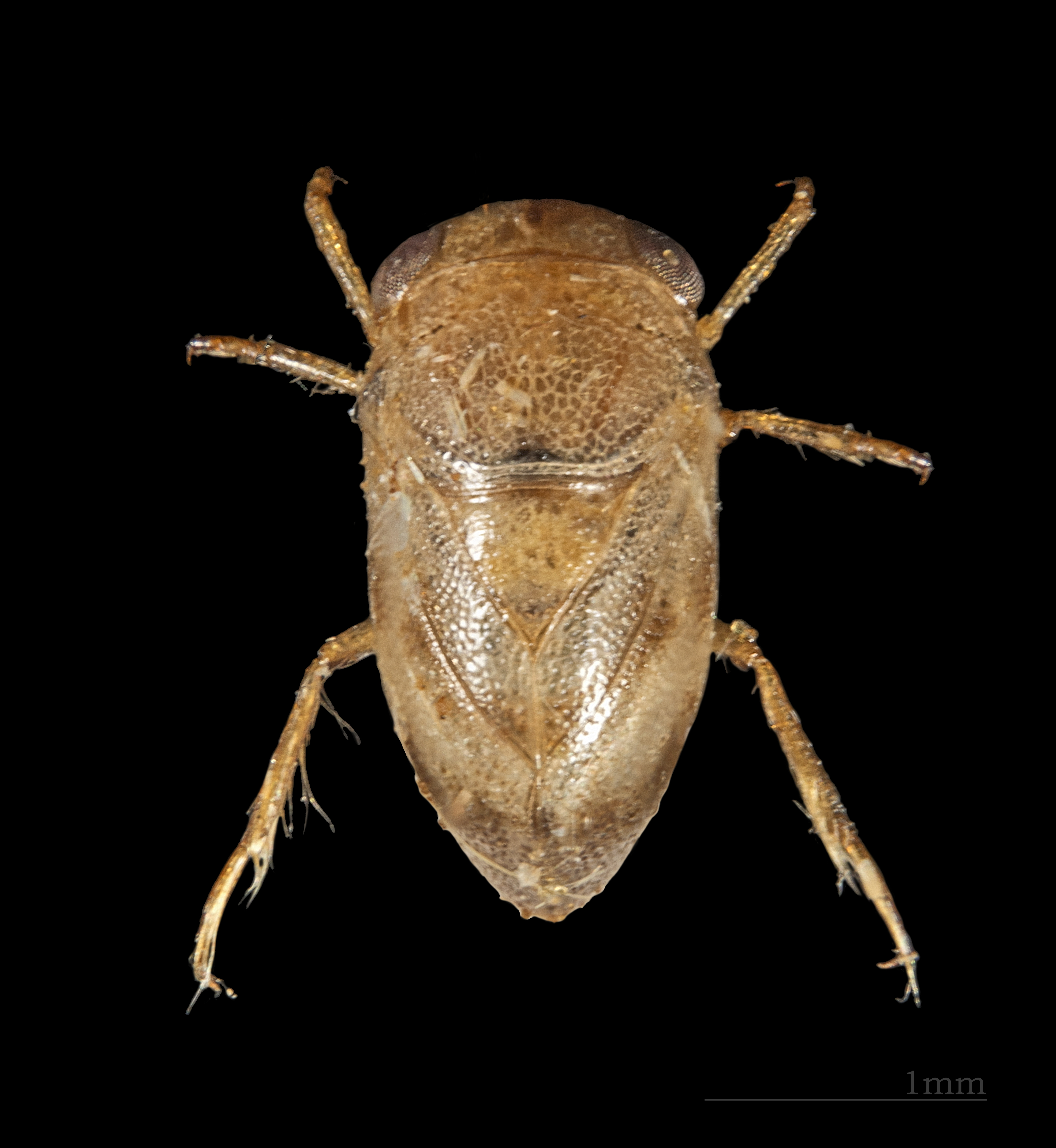
Pleidae: Plea minutissima
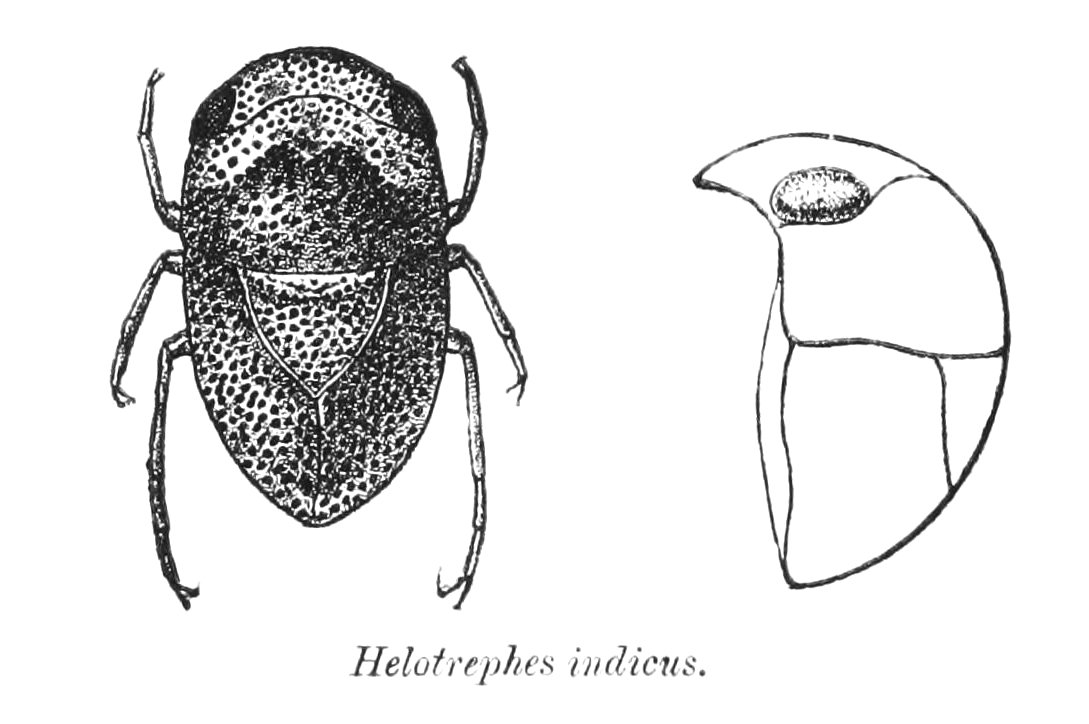
Helotrephidae: Helotrephes indicus
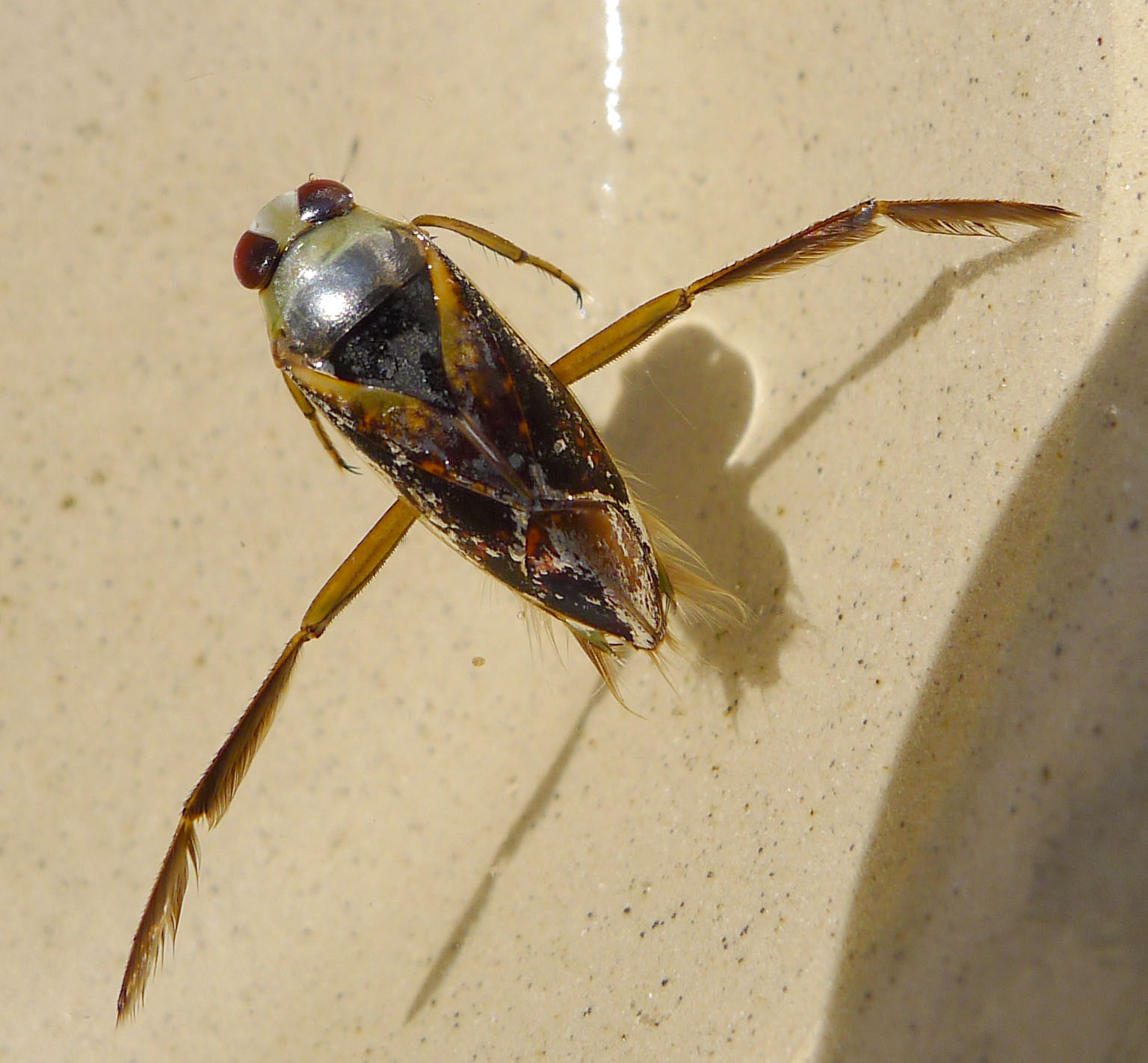
Notonectidae: Notonecta maculata
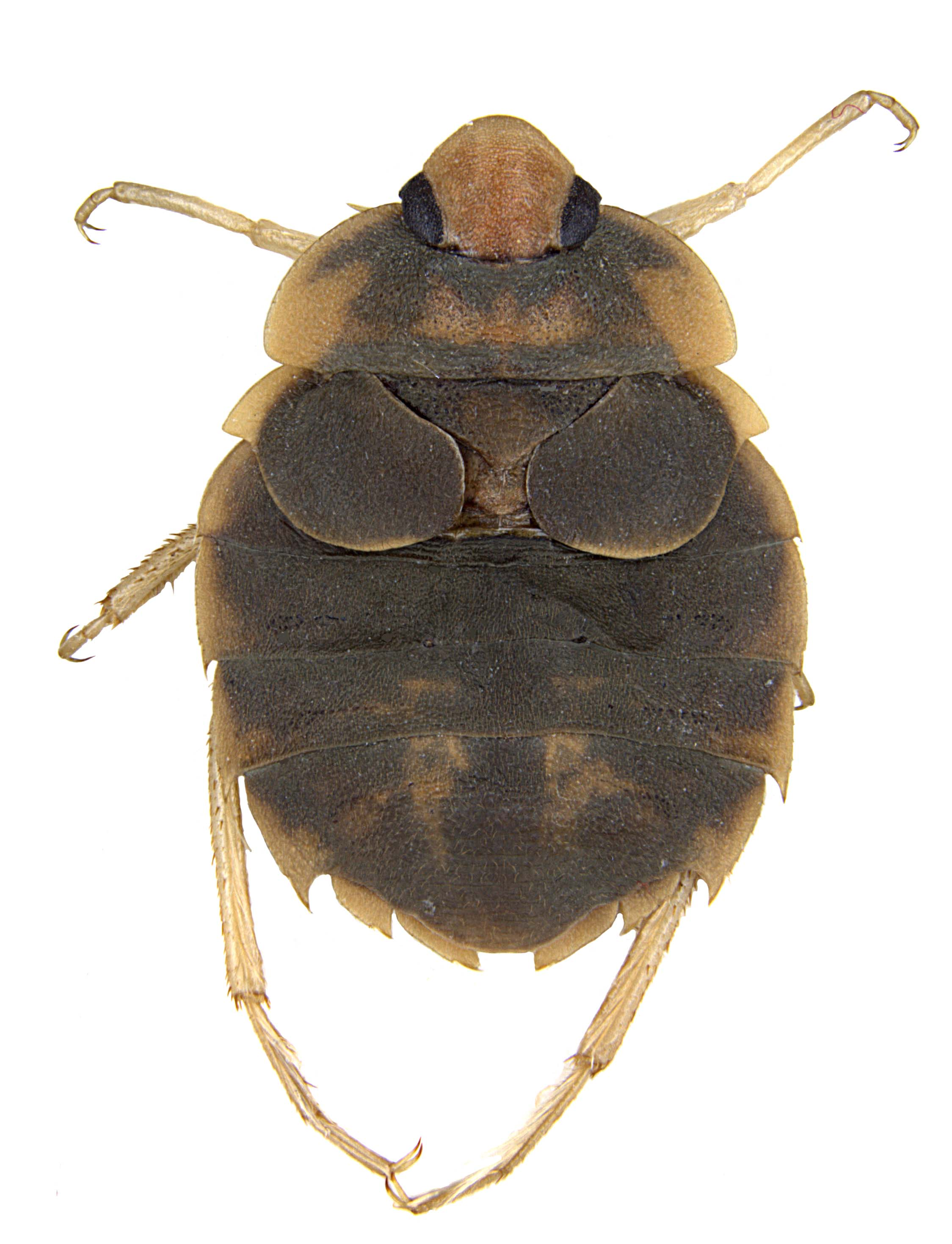
Aphelocheiridae: Aphelocheirus aestivalis
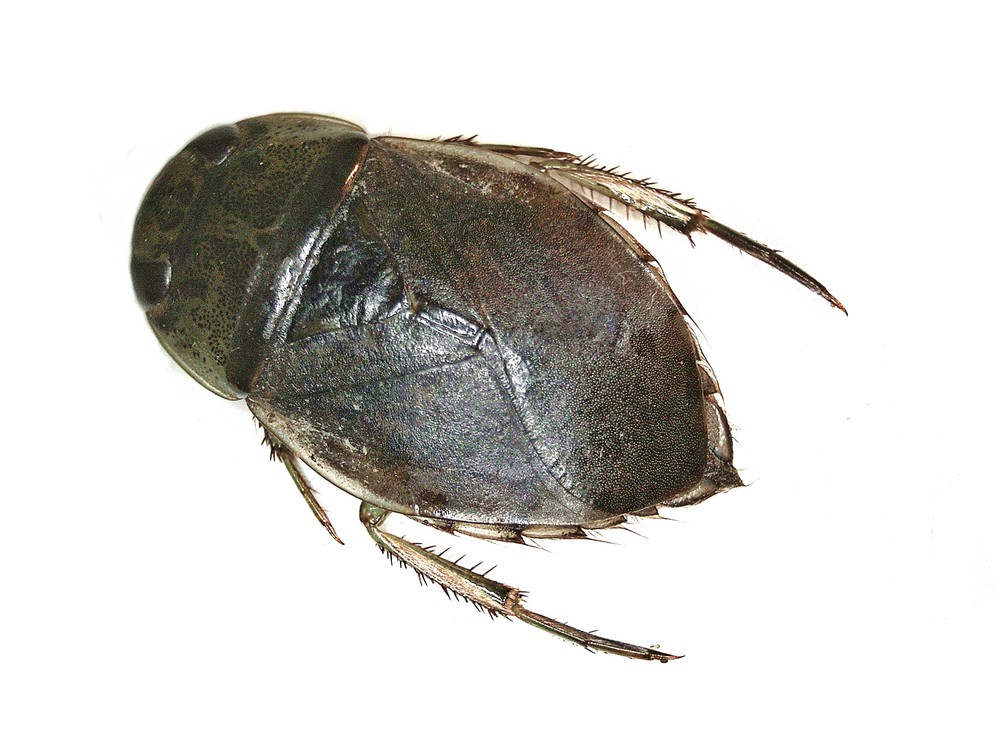
Naucoridae: Ilyocoris cimicoides
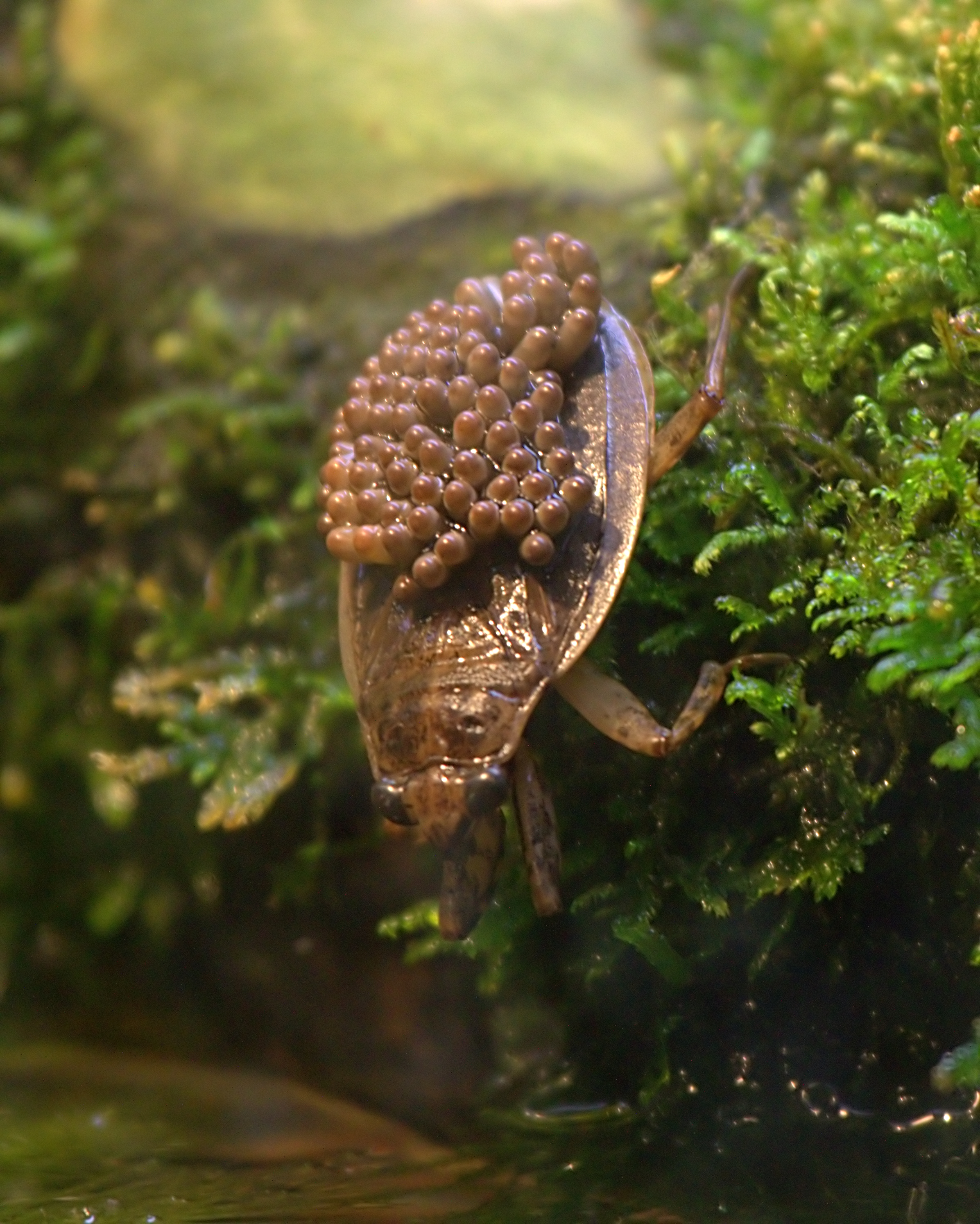
Mâle d'Abedus herberti avec une ponte sur le dos, sorti de l'eau pour permettre aux œufs de respirer.

## Systématique

### Origine
Les Nepomorpha constituent un ensemble reconnu comme monophylétique. Ye et al. ont résumé l'histoire de la classification de l'infra-ordre jusqu'à 2019 avec de nouvelles analyses. Cet infra-ordre se serait différencié des autres entre le Permien et le début du Trias, entre - 280 et -250 millions d'années. Il serait ainsi le groupe basal des Hétéroptères, le premier infra-ordre à s'être différencié, alors qu'on avait longtemps placé les Enicocephalomorpha et les Dipsocoromorpha comme groupes les plus anciennement séparés. C'est le groupe qui comporte le plus de caractères hérités des Scytinopteroidea, des Cicadomorpha qui seraient les ancêtres présumés des Hétéroptères. Les Hétéroptères archaïques auraient colonisé les milieux aquatiques lentiques à cette époque, qui correspond à la transition Permien-Trias avec notamment sa grande extinction, alors que la biomasse de végétaux aurait été insuffisante pour des herbivores.

### Fossiles
De nombreux fossiles ont été trouvés, dont les plus anciens attribués avec certitude aux Hétéroptères, †Arlecoris louisi (†Triassocoridae), remontent  au Trias moyen, (Anisien, −247 à −242 millions d'années), juste avant l'apparition des premiers dinosaures. Ces fossiles appartiennent à plusieurs familles disparues (†Triassocoridae au sein des Naucoroidea, †Shurabellidae au sein des Corixoidea, etc.), mais également à des familles existantes (Apheilocheridae, Belostomatidae, Corixidae, Gelastocoridae, Naucoridae, Nepidae, Notonectidae, Ochteridae, Potamocoridae).

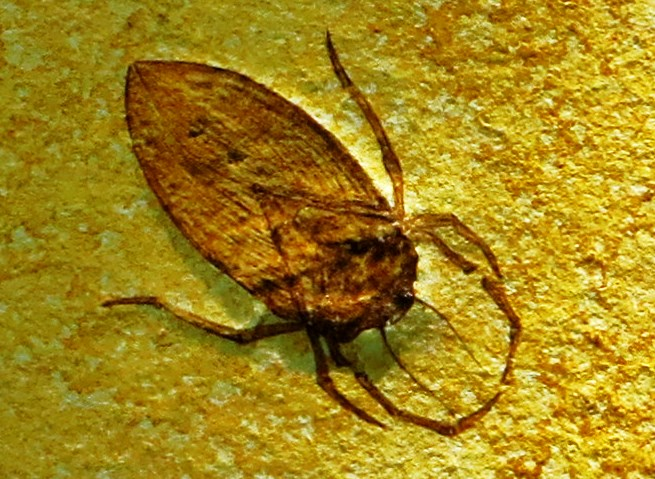
Mesobelostomum deperditum (syn. Scarabeides deperditus), Belostomatidae, Tithonien (Jurassique supérieur, −150 à −145 millions d'années), Musée d'Arsago Seprio (Varèse, Italie).
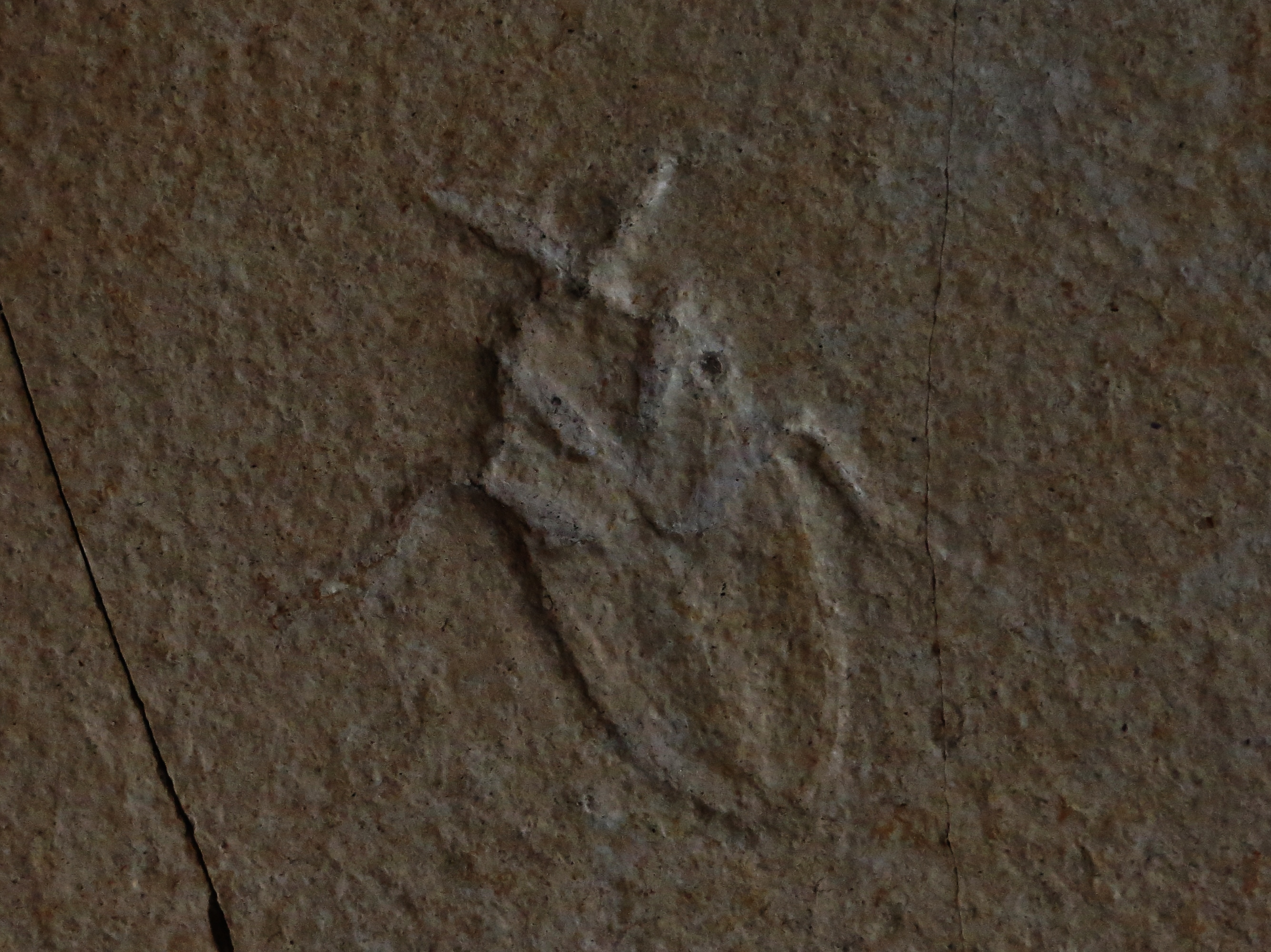
Mesobelostomum deperditum (syn. Scarabeides deperditus), Belostomatidae, Tithonien (Jurassique supérieur, −150 à −145 millions d'années), Musée Teyler (Haarlem, Pays-Bas).
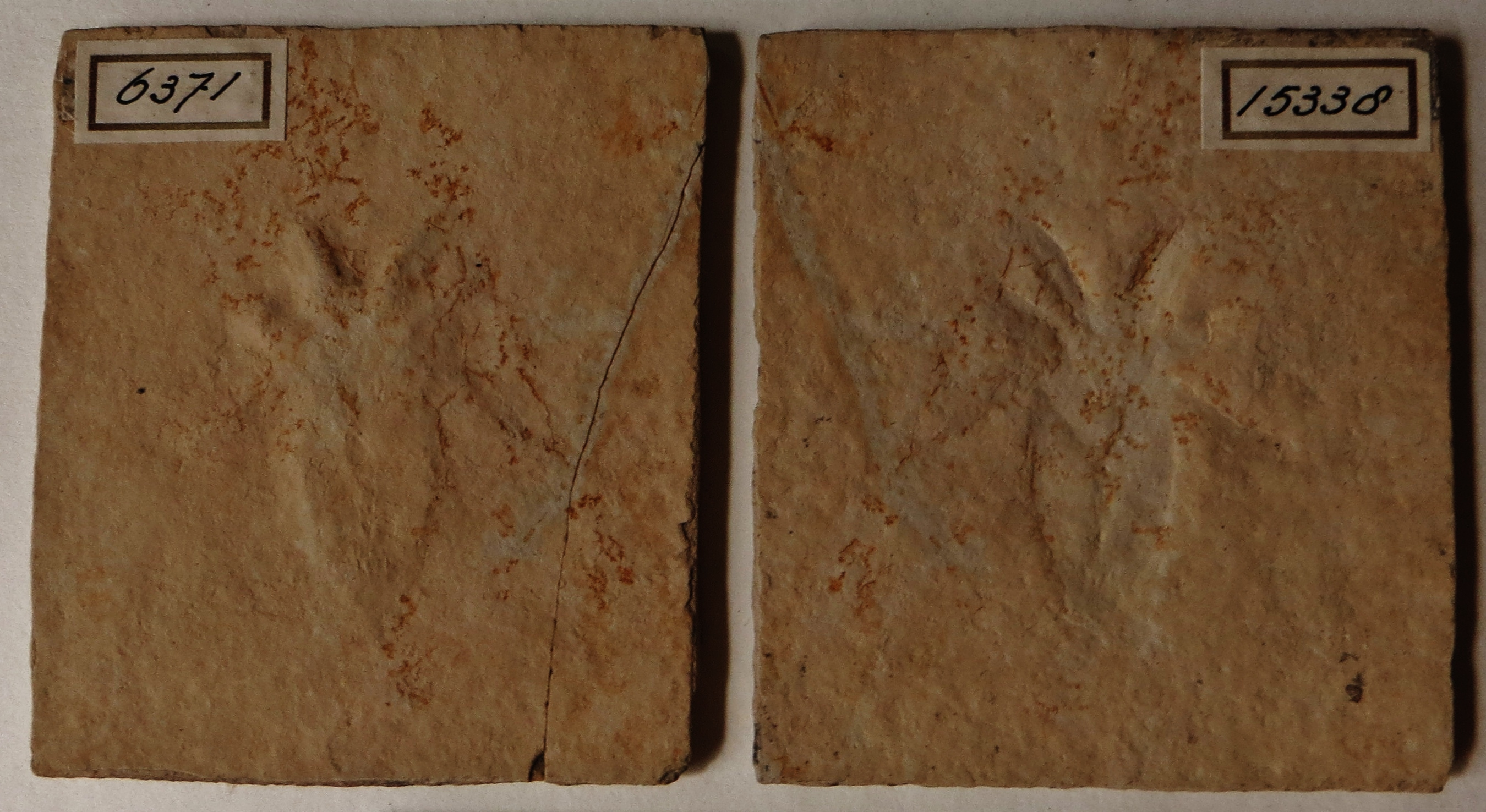
Mesonepa primordialis (Belostomatidae), Tithonien (Jurassique supérieur, −150 à −145 millions d'années), Musée Teyler (Haarlem, Pays-Bas).

#### Familles et genres fossiles
Les familles et genres fossiles sont les suivantes selon BioLib (5 avril 2022) :
- super-famille Corixoidea Leach, 1815
  - famille †Shurabellidae Popov, 1971
- super-famille Naucoroidea Leach, 1815
  - famille †Leptaphelocheiridae Polhemus, 2000
  - famille †Triassocoridae Tillyard, 1922
  - genre †Canteronecta Mazzoni, 1985
- super-famille Ochteroidea Kirkaldy, 1906
  - famille †Propreocoridae Popov, Dolling & Whalley, 1994
- super-famille Pleoidea Fieber, 1851
  - famille †Mesotrephidae Popov, 1971
  - famille †Scaphocoridae Popov, 1968
- famille †Pseudonerthridae Martins-Neto & Goodwyn, 2005
- famille †Pterocimicidae Popov & al., 1994
- genre †Morrisonnepa Lara, Foster, Kirkland & Howells, 2020

### Classification interne

#### Histoire de la classification
Au début de la classification scientifique (1758 à 1790), seuls deux genres comprenaient les espèces de Nepomorpha identifiées alors : Nepa (regroupant des actuels Belostomatidae, Naucoridae et Nepidae), et Notonecta (regroupant des Corixidae et Notonectidae). A titre de comparaison, on compte aujourd'hui plus de 130 genres différents dans onze familles. Des auteurs commencent alors un travail de différenciation générique, avec Geoffroy en 1762, (Naucoris et Corixa), Fabricius en 1775 (avec Sigara) et en 1790 avec Ranatra pour séparer les Ranâtres (futurs Ranatrinae) des Nèpes (futurs Nepinae); et enfin Latreille, en 1807,  avec Belostoma et Ochterus. Les descriptions de genres se poursuivront au XIXe par Spinola (Anisops et Enithares en 1837, Hydrocyrius 1850), Mayr (Lethocerus et Limnogeton en 1853) et surtout Carl Stål entre 1858 et 1876, avec notamment Abedus, Ambrysus, Benacus, Curicta, Heleocoris, Helotrephes, Ilyocoris,  Laccocoris, Laccotrephes, Limnocoris, Nychia, etc. Au XXe siècle, on peut mentionner, entre autres, Montandon, Kirkaldy, Esaki, China, Hungerford, Raymond Poisson, John T. Polhemus, Sites.   
Les premières familles sont établies au tout début du XIXe siècle, avec d'abord Latreille en 1802 (les « Nepariae » et les « Notonectariae », correspondant aux deux genres initiaux de Linneaus, qui deviendront les Nepidae et les Notonectidae), puis Leach en 1815, qui établit les Belostomatidae, les Naucoridae et les Corixidae, formant le classement de pratiquement tous les genres connus alors. Plus tard viendront Fieber en 1851, avec les Aphelocheiridae et les Pleidae, Kirkaldy avec les Gelastocoridae et les Ochteridae en 1897 et 1906 respectivement, Esaki et China, qui distinguent les Helotrephidae des Pleidae en 1927, et Usinger qui définit les Potamocoridae en 1941.  

#### Familles et phylogénie
Le nombre de familles varie de onze (Štys & Jansson, 1988 et Schuh & Slater, 1995), à treize à partir de Mahner (1993), Nieser (1999, 2002) et Chen et al. (2005), qui ont élevé deux sous-familles de Corixidae au rang de famille: les Micronectidae et les Diaprepocoridae. Celles-ci ne font pas encore consensus dans la communauté scientifique et n'apparaissent pas dans la plupart des classifications en ligne.  
L'organisation des familles au sein de l'ordre est également l'objet de discussions non encore stabilisées, à la fois quant au nombre de super-familles (5, 6, ou 7), à leur contenu, et à leur positionnement phylogénétique.  
Ye et al. proposent les regroupements suivants: le groupe Belostomatidae+Nepidae forment le  groupe basal de l'infra-ordre et le groupe frère de tous les autres, constituant la super-famille des Nepoidea. Cette séparation aurait eu lieu vers la fin du Permien ou le début du Trias, entre -275 et - 245 millions d'années. Au sein du reste de l'infra-ordre (Corixoidea+Tripartita), la super-famille des Corixoidea (Diaprepocoridae+(Micronectidae+Corixidae)) est le groupe-frère des autres Nepomorpha (à l'exception des Nepoidea) formant un groupe appelé Tripartita par Mahner en 1993. Les Tripartita sont à leur tour partagés en deux groupes frères, les Ochteroidea (contenant les Gelastocoridae et les Ochteridae) et les Cibariopectinata (apparus vers -220 millions d'années, au cours du Trias supérieur). Ces derniers comprennent deux clades: le premier avec les Notonectoidea (Notonectidae) et les Pleoidea (Pleidae et Helotrephidae), et le second avec les Naucoroidea ((Aphelocheiridae+Potamocoridae) + Naucoridae), dont les premiers ancêtres communs se seraient différenciés vers -215 à -210 millions d'années (Norien, au Trias supérieur).  

#### Arbre phylogénétique des Nepomorpha
Selon Ye et al., 2020: 
- Nepomorpha
  - Nepoidea
    - Belostomatidae
    - Nepidae

  - Autres Nepomorpha
    - Corixoidea
      - Diaprepocoridae
      - 
        - Micronectidae
        - Corixidae

    - Tripartita
      - Ochteroidea
        - Gelastocoridae
        - Ochteridae

      - Cibariopectinata
        - 
          - Pleoidea
            - Pleidae
            - Helotrephidae

          - Notonectoidea
            - Notonectidae

        - Naucoroidea
          - 
            - Potamocoridae
            - Aphelocheiridae

          - Naucoridae

### Liste des familles et super-familles
Selon BioLib (26 mai 2019), les super-familles sont au nombre de sept :
- super-famille Aphelocheiroidea Fieber, 1851 (non reconnue dans la révision de Ye et al.)
  - famille Aphelocheiridae Fieber, 1851
  - famille Potamocoridae Usinger, 1941
- super-famille Corixoidea Leach, 1815
  - famille Corixidae Leach, 1815
- super-famille Naucoroidea Leach, 1815 (selon Ye et al., comprend également les Aphelocheiridae et les Potamocoridae)
  - famille Naucoridae Leach, 1815
- super-famille Nepoidea Latreille, 1802
  - famille Belostomatidae Leach, 1815
  - famille Nepidae Latreille, 1802
- super-famille Notonectoidea Latreille, 1802
  - famille Notonectidae Latreille, 1802
- super-famille Ochteroidea Kirkaldy, 1906
  - famille Ochteridae Kirkaldy, 1906
  - famille Gelastocoridae Kirkaldy, 1897
- super-famille Pleoidea Fieber, 1851
  - famille Pleidae Fieber, 1851
  - famille Helotrephidae Esaki & China, 1927

Selon ITIS (5 avril 2022), les super-familles seraient au nombre de cinq :
- super-famille Corixoidea Leach, 1815
- super-famille Naucoroidea Leach, 1815
- super-famille Nepoidea Latreille, 1802
- super-famille Notonectoidea Latreille, 1802
- super-famille Ochteroidea Kirkaldy, 1906

## Utilisation par l'homme
Dans certaines régions du monde, les humains consomment des Belostomatidae (Thaïlande, Vietnam, soit pour leurs parties musculeuses et grasses, soit sous forme d'assaisonnement sous forme de sauces ou de pâtes) et des Corixidae (Mexique). 

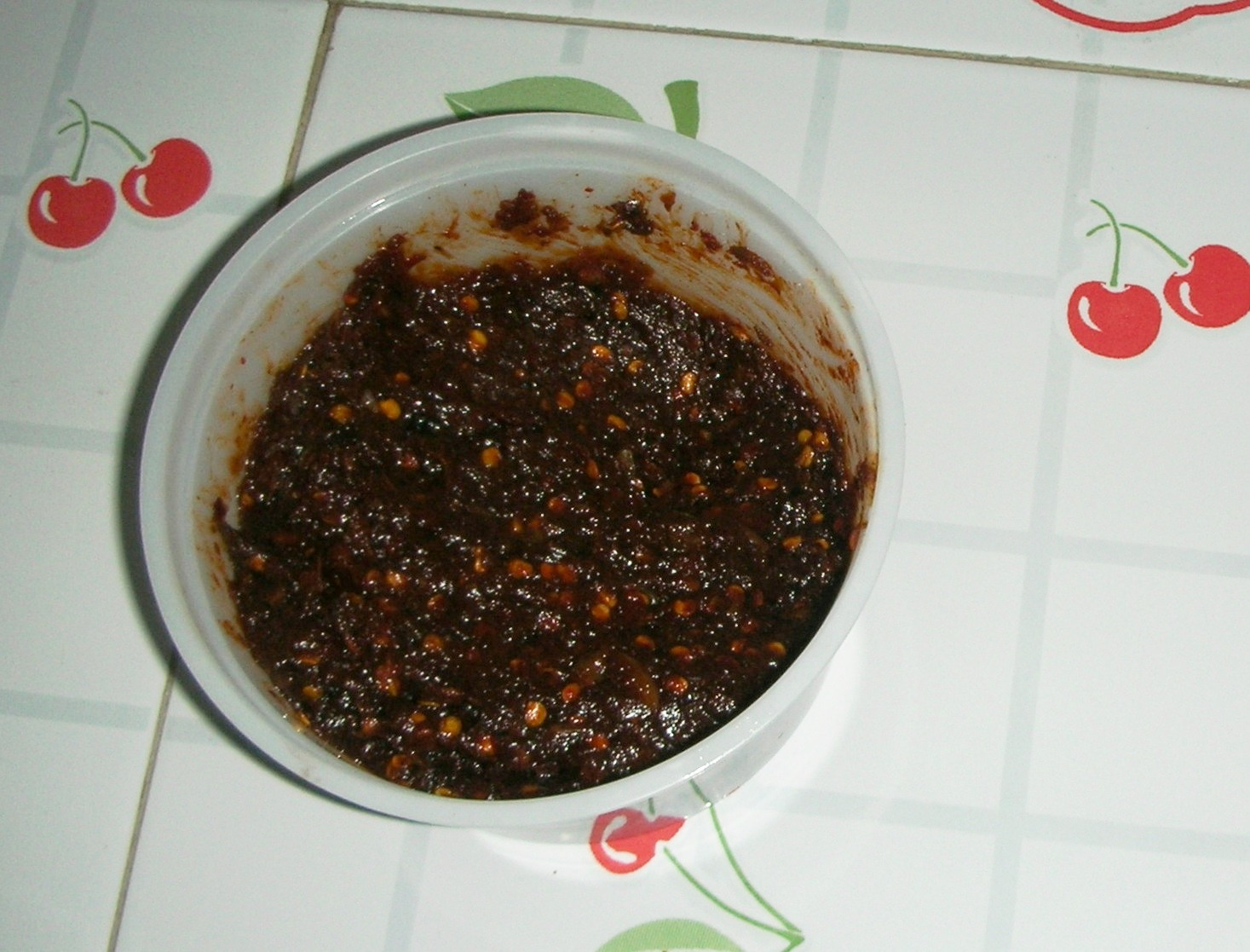
Nam phrik avec des Lethocerus indicus écrasés.
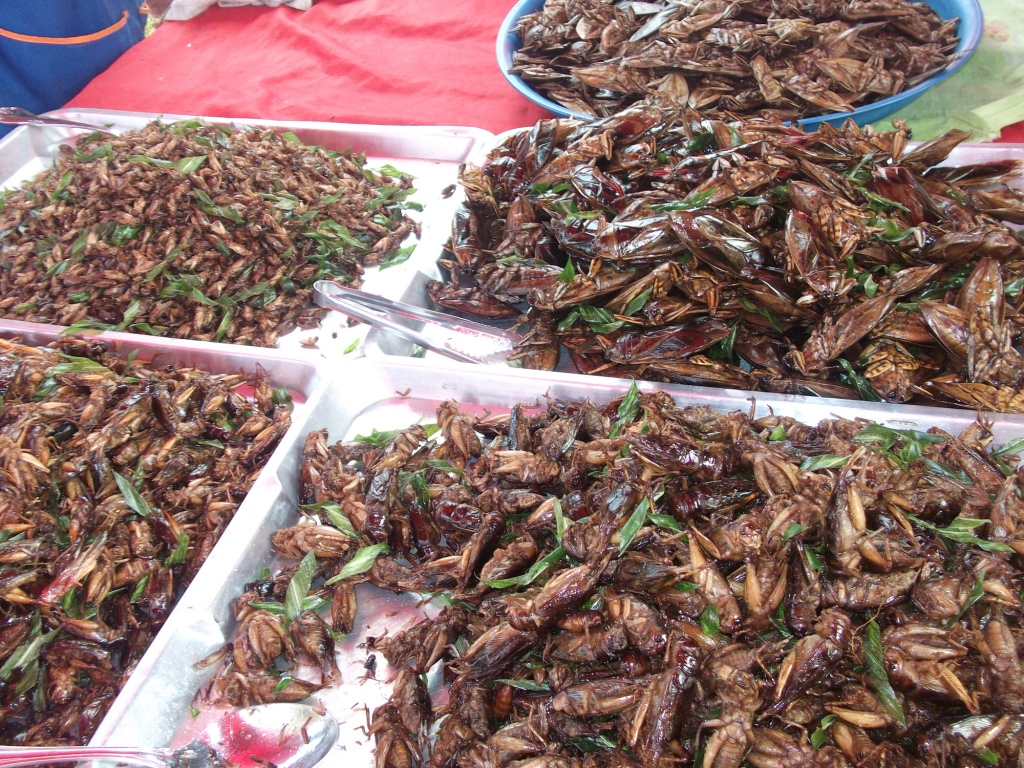
Lethocerus indicus frits, sur un marché de Thaïlande
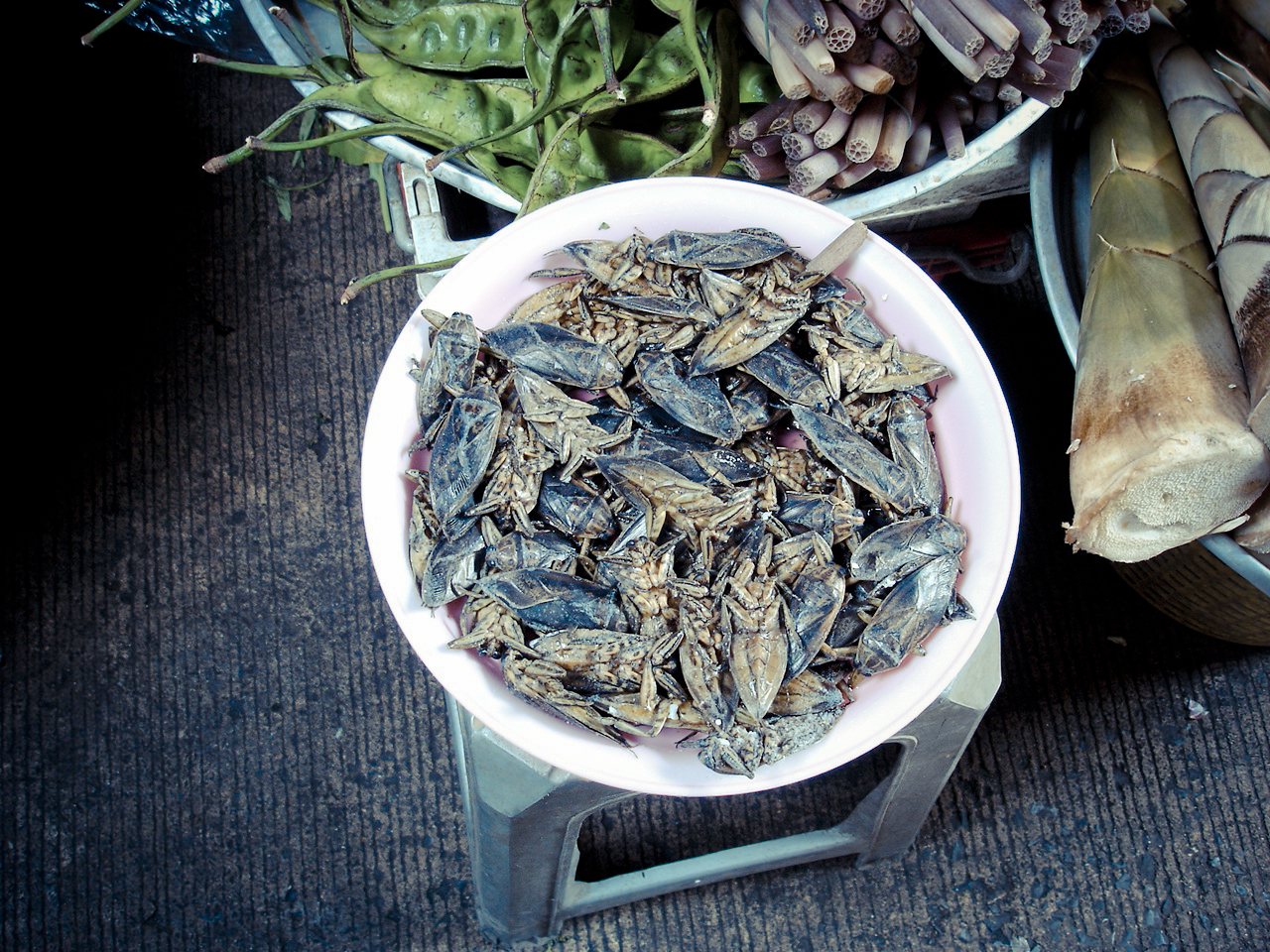
Lethocerus indicus sur un marché